# Bábolna (Románia)

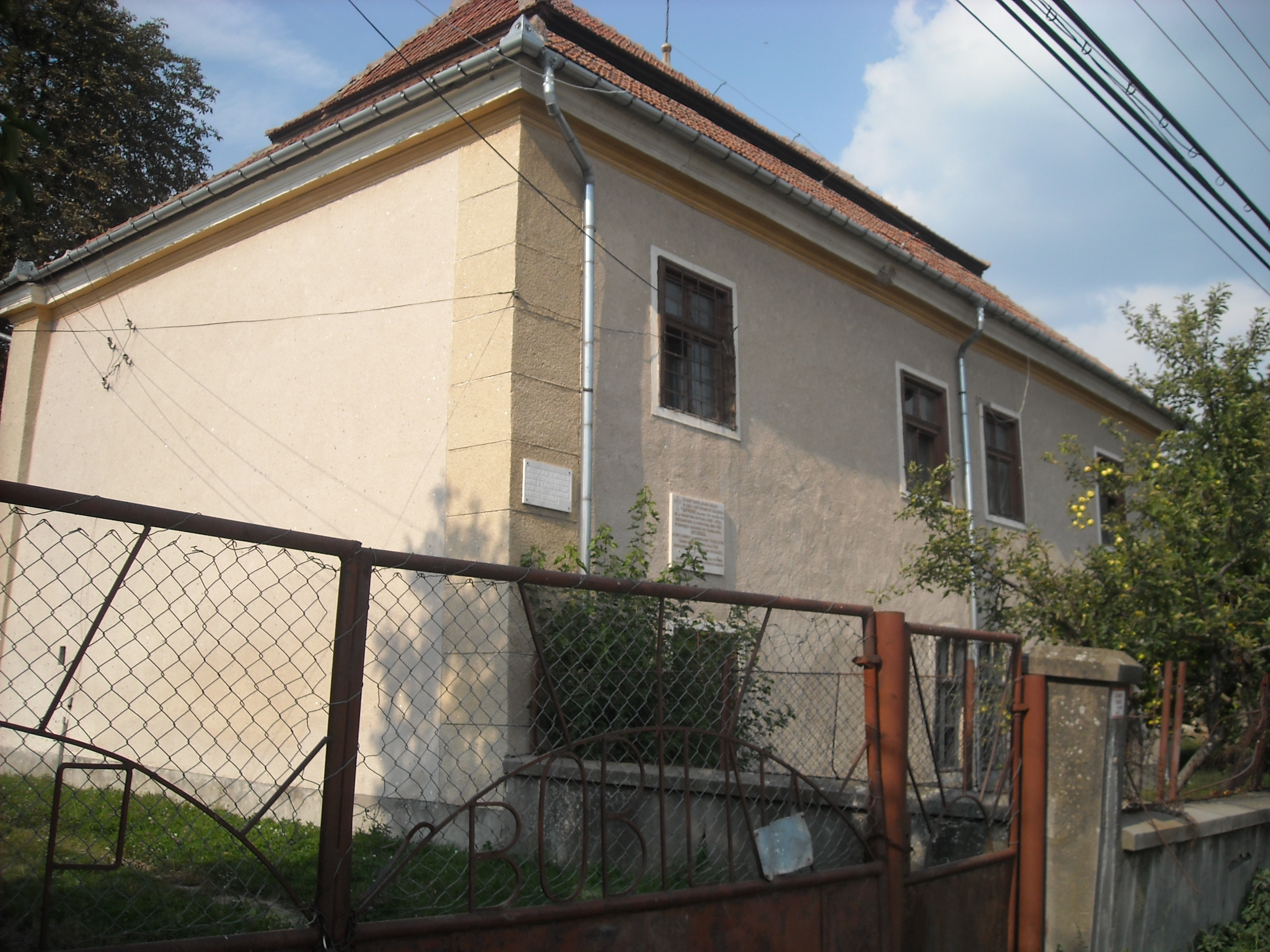
A Veress-kastély

Bábolna (románul: Bobâlna, németül: Baboln) falu Romániában, Erdélyben, Hunyad megyében.

## Fekvése
A Maros jobb partján, az Erdélyi-érchegység lábánál, Szászvárostól 9 km-re északnyugatra fekszik.

## Nevének eredete
Neve Kiss Lajos szerint szláv eredetű. Először 1362-ben Babulna, majd 1390-ben Babolna alakban írták.

## Története
Hunyad vármegyei falu volt. A 15. század első felében a bulcsi apátság birtokolta. 1496-ban kenézét említették. A 17–19. században a Naláczi család birtoka.
Régen elsősorban boráról volt híres. Benkő József szerint a Plés-hegyen termett Erdély legjobb bora. Szőlőhegyein 1873-ban még 86 kataszteri hold állt művelés alatt, régi fajtái között a bábolnai kövért, a járdoványt és a királyszőlőt tartották számon. A borászatot a filoxérajárvány tette tönkre.
Református gyülekezete 1766-ban 13 férfiból és 20 nőből állt. 1877 és az első világháború között görögkatolikus esperesi székhely volt. Legnagyobb birtokosa 1909-ben az 5500 holdas Aurel Vlad volt.

## Lakossága
- 1900-ban 962 lakosa volt, közülük 922 román és 32 magyar anyanyelvű; 675 ortodox, 242 görögkatolikus, 17 zsidó, 16 református és 11 római katolikus vallású.
- 2002-ben 524 lakosából 522 volt román nemzetiségű; 487 ortodox és 30 adventista vallású.

## Nevezetességei
- A volt Veress-kastély a 18. században épült. 1759-ben ide börtönözték be Sofronie de la Cioara szerzetest, aki sikeres mozgalmat indított Dél-Erdélyben a románság vallási uniója ellen. A kastély a két világháború között Aurel Vlad tulajdonában volt.
- A falu patakjának völgye travertínó-képződményei miatt 12,5 hektáros területen védett. A patakon itt több vízesés és zúgó, a hegyoldalakban több barlang található. Ugyanitt ásványvízforrások is fakadnak, amelyek vizét a falu északi peremén három medence gyűjti össze. Nyaranként a település helyi jelentőségű fürdőhely.
- Az 1702-ben elhunyt Naláczi István hunyadi főispán és felesége, Tornya Borbála síremléke.
- Faerkélyes ortodox temploma a 19. században épült.

## Híres emberek
- Itt született a 17. században Atanasie Anghel Popa görögkatolikus püspök.
- Kazinczy Ferenc 1816-ban Naláczy István udvarházának vendége volt.
- Itt született 1834-ben Veress Ignác szótárszerkesztő, a nagyszebeni állami főgimnázium igazgatója.

## Képek

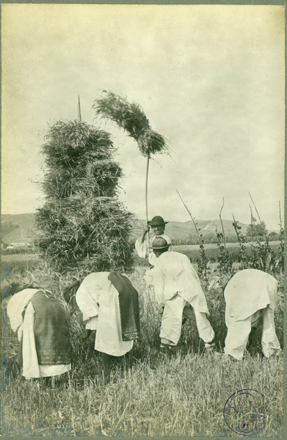
Bábolnai román aratók a 20. század elején (Adler Lipót felvételei)
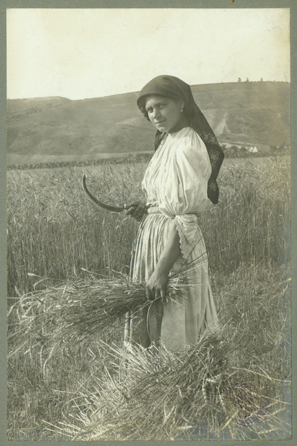